# Club-Mate
Club-Mate − gazowany, kofeinowy napój z ekstraktu mate produkowany od 1924 roku przez Browar Loscher (Brauerei Loscher) niedaleko Münchsteinach w Niemczech.
Club-Mate jest dostępny w butelkach 0,33 i 0,5 l.

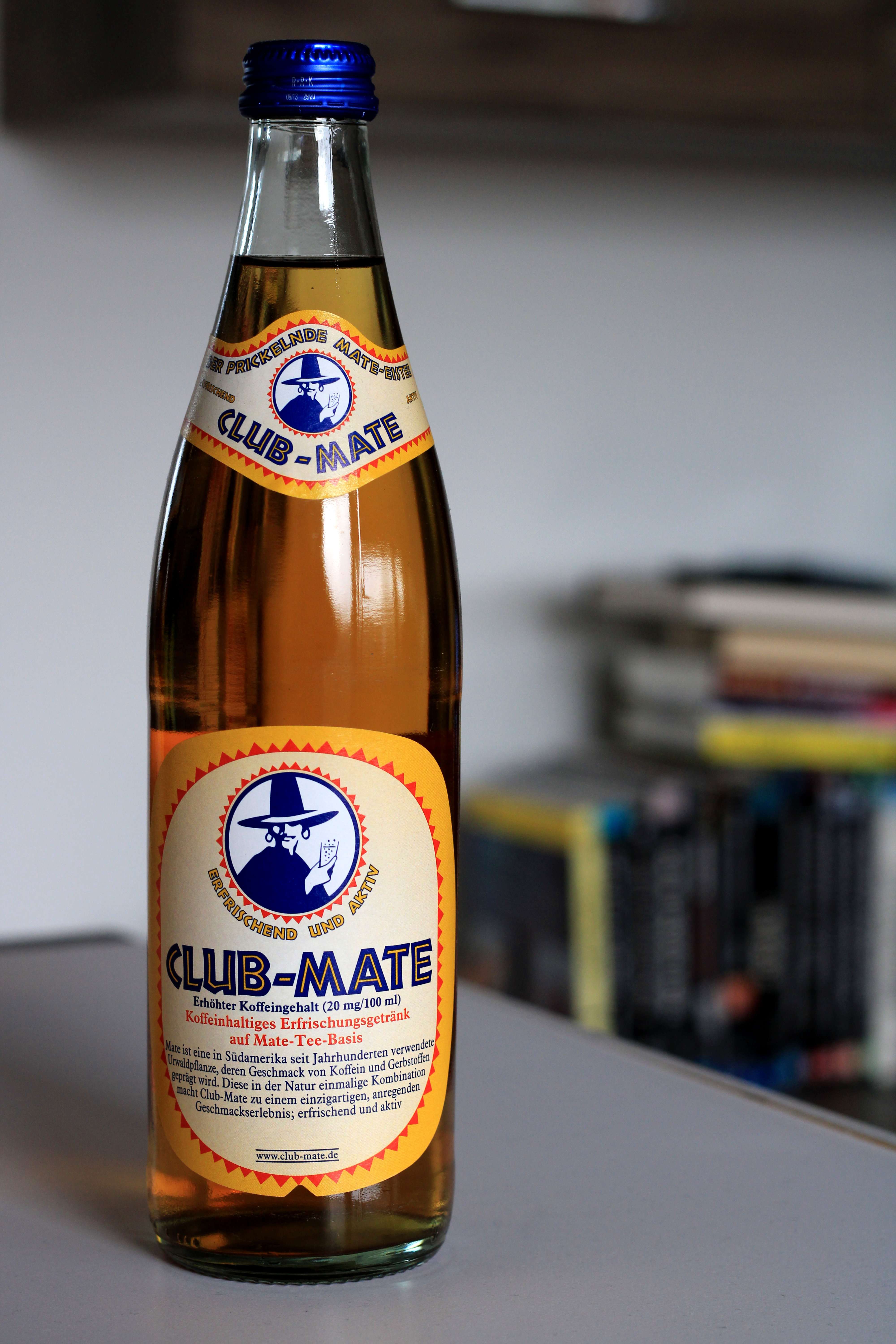
Butelka Club-Mate

| Wartość odżywcza                | w 100 ml produktu |
| ------------------------------- | ----------------- |
| wartość energetyczna            | 167 kj (40 kcal)  |
| tłuszcz                         | 0 g               |
| w tym kwasy tłuszczowe nasycone | 0 g               |
| węglowodany                     | 10 g              |
| w tym cukry                     | 10 g              |
| białko                          | 0 g               |
| sól                             | 0 g               |
| kofeina                         | 20 mg             |

## Historia
Club-Mate zostało stworzone i na początku było sprzedawane przez koncern Geola z Dietenhofen w Niemczech pod nazwą Sekt-Bronte. Przed przejęciem koncernu Geola przez Loscher, Club-Mate było znane jedynie w regionie Dietenhofen.
W grudniu 2007 roku Loscher wprowadził zimową edycję Club-Mate. Ta limitowana edycja Club-Mate zawiera oryginalny skład zmieszany z kardamonem, cynamonem, anyżem gwiazdkowym oraz ekstraktem cytrusowym i od tego czasu jest sprzedawana w czasie zimy.
W 2009 roku wprowadzono napój cola oparty na bazie Club-Mate.
W czerwcu 2014 roku Club-Mate było dostępne w ponad 40 krajach, głównie w Europie, ale również w Kanadzie, Australii, Izraelu, Turcji i Republice Południowej Afryki.

## Kultura hakerów
Club-Mate zdobyło uznanie w kręgach hakerów komputerowych, głównie w Europie. Bruce Sterling napisał w magazynie Wired, że jest to jego ulubiony napój, który może dostać w niemieckim Chaos Computer Club, Noisebridge i HOPE w Stanach Zjednoczonych.